# Brandelisio Riccadonna
Brandelisio Riccadonna (Bologna, ... – Bologna, 1306) è stato un giurista italiano.

## Biografia
Figlio di Bualello Riccadonna, membro di spicco della famiglia nobile dei Riccadonna, di Brandelisio si conoscono poche informazioni a livello biografico, sebbene sia certo che visse tra la fine del XIII e fino all'inizio del XIV secolo. È dato per certo che fosse rispettato e tenuto in alta considerazione dai suoi concittadini, tanto che fu inviato nel 1288, insieme a due altri Bolognesi, presso i vescovi di Imola e Faenza per questioni diplomatiche.
Esercitò inoltre la professione di canonico e lettore di diritto canonico presso l'Università di Bologna, venendo anche menzionato nell'albo dei professori facenti parte della stessa istituzione universitaria. Un fatto comunque curioso che coinvolse Brandelisio fu un contratto d'affitto che egli stipulò con il noto letterato Brunetto Latini: quest'ultimo, infatti, nel luglio del 1270 prese in affitto nella città bolognese una casa con bottega per dedicarsi al commercio delle spezie; la casa in questione, appunto, era proprietà del noto canonista Brandelisio Riccadonna, che stipulò con il celebre poeta un contratto della durata di due anni, a partire dalla festa di san Michele, e anche per conto dei suoi due fratelli Francesco ed Arpinello.
Scarne sono altre informazioni in merito alla vita di Brandelisio, che in ogni caso fece tre volte testamento nel 1273, nel 1296 e nel 1306, anno in cui infine morì: nel secondo e nel terzo (nonché ultimo) testamento, egli stabilì che un sacerdote di sua nomina sarebbe andato in alcuni giorni prestabiliti a pregare per la sua anima presso la chiesa maggiore della città di Bologna.